# Temporada 1995-96 de los Orlando Magic
La temporada 1995-96 fue la séptima de los Orlando Magic en la NBA. La temporada regular acabó con 60 victorias y 22 derrotas, ocupando el segundo puesto de la conferencia Este, clasificándose para los playoffs, en los que cayeron en las Finales de Conferencia ante los Chicago Bulls.

## Elecciones en elDraft
| Ronda | Puesto | Jugador      | Posición  | Nacionalidad   | Universidad |
| ----- | ------ | ------------ | --------- | -------------- | ----------- |
| 1     | 25     | David Vaughn | Ala-Pívot | Estados Unidos | Memphis     |

## Temporada regular
| División Atlántico | División Atlántico | División Atlántico | División Atlántico | División Atlántico | División Atlántico | División Atlántico | División Atlántico | División Atlántico |
| Equipo             | G                  | P                  | %                  | PD                 | Casa               | Fuera              | Div                |                    |
| ------------------ | ------------------ | ------------------ | ------------------ | ------------------ | ------------------ | ------------------ | ------------------ | ------------------ |
| y-Orlando Magic    | 60                 | 22                 | .732               | –                  | 37–4               | 23–18              | 21–3               |                    |
| x-New York Knicks  | 47                 | 35                 | .573               | 13                 | 26–15              | 21–20              | 16–8               |                    |
| x-Miami Heat       | 42                 | 40                 | .512               | 18                 | 26–15              | 16–25              | 13–12              |                    |
| Washington Bullets | 39                 | 43                 | .476               | 21                 | 25–16              | 14–27              | 10–14              |                    |
| Boston Celtics     | 33                 | 49                 | .402               | 27                 | 18–23              | 15–26              | 12–12              |                    |
| New Jersey Nets    | 30                 | 52                 | .366               | 30                 | 20–21              | 10–31              | 8–17               |                    |
| Philadelphia 76ers | 18                 | 64                 | .220               | 42                 | 11–30              | 7–34               | 5–19               |                    |

## Playoffs

### Primera ronda
Orlando Magic  vs. Detroit Pistons
| Fecha       | Partido                               | Ciudad  |
| ----------- | ------------------------------------- | ------- |
| 26 de abril | Orlando Magic 112, Detroit Pistons 92 | Orlando |
| 28 de abril | Orlando Magic 92, Detroit Pistons 77  | Orlando |
| 30 de abril | Detroit Pistons 98, Orlando Magic 101 | Detroit |
|             | Orlando Magic gana las series 3-0     |         |

### Semifinales de Conferencia
Orlando Magic  vs. Atlanta Hawks
| Fecha      | Partido                              | Ciudad  |
| ---------- | ------------------------------------ | ------- |
| 8 de mayo  | Orlando Magic 117, Atlanta Hawks 105 | Orlando |
| 10 de mayo | Orlando Magic 120, Atlanta Hawks 94  | Orlando |
| 12 de mayo | Atlanta Hawks 96, Orlando Magic 103  | Atlanta |
| 13 de mayo | Atlanta Hawks 104, Orlando Magic 99  | Atlanta |
| 15 de mayo | Orlando Magic 96, Atlanta Hawks 88   | Orlando |
|            | Orlando Magic gana las series 4-1    |         |

### Finales de Conferencia
Chicago Bulls  vs. Orlando Magic
| Fecha      | Partido                              | Ciudad  |
| ---------- | ------------------------------------ | ------- |
| 19 de mayo | Chicago Bulls 121, Orlando Magic 83  | Chicago |
| 21 de mayo | Chicago Bulls 93, Orlando Magic 88   | Chicago |
| 25 de mayo | Orlando Magic 67, Chicago Bulls 86   | Orlando |
| 27 de mayo | Orlando Magic 101, Chicago Bulls 106 | Orlando |
|            | Chicago Bulls gana las series 4-0    |         |

## Estadísticas

### Temporada regular
| Rk | Jugador           | Edad | P  | PT | MP   | TC   | TCI  | %TC  | T3  | T3I | %T3  | TL  | TLI | %TL   | RO  | RD  | RT   | AS  | RB  | TAP | BP  | FP  | PTS  |
| -- | ----------------- | ---- | -- | -- | ---- | ---- | ---- | ---- | --- | --- | ---- | --- | --- | ----- | --- | --- | ---- | --- | --- | --- | --- | --- | ---- |
| 1  | Dennis Scott      | 27   | 82 | 82 | 37.1 | 6.0  | 13.6 | .440 | 3.3 | 7.7 | .425 | 2.2 | 2.7 | .820  | 0.8 | 3.0 | 3.8  | 3.0 | 1.1 | 0.4 | 1.5 | 2.1 | 17.5 |
| 2  | Anfernee Hardaway | 24   | 82 | 82 | 36.8 | 7.6  | 14.8 | .513 | 1.1 | 3.5 | .314 | 5.4 | 7.1 | .767  | 1.6 | 2.7 | 4.3  | 7.1 | 2.0 | 0.5 | 2.8 | 2.0 | 21.7 |
| 3  | Horace Grant      | 30   | 63 | 62 | 36.3 | 5.5  | 10.7 | .513 | 0.0 | 0.1 | .167 | 2.4 | 3.3 | .734  | 2.8 | 6.4 | 9.2  | 2.7 | 1.0 | 1.2 | 1.0 | 2.3 | 13.4 |
| 4  | Shaquille O'Neal  | 23   | 54 | 52 | 36.0 | 11.0 | 19.1 | .573 | 0.0 | 0.0 | .500 | 4.6 | 9.5 | .487  | 3.4 | 7.7 | 11.0 | 2.9 | 0.6 | 2.1 | 2.9 | 3.6 | 26.6 |
| 5  | Nick Anderson     | 28   | 77 | 77 | 35.3 | 5.2  | 11.7 | .442 | 2.2 | 5.6 | .391 | 2.2 | 3.1 | .692  | 1.2 | 4.2 | 5.4  | 3.6 | 1.6 | 0.6 | 1.8 | 1.8 | 14.7 |
| 6  | Brian Shaw        | 29   | 75 | 1  | 22.4 | 2.4  | 6.5  | .374 | 0.5 | 1.9 | .285 | 1.2 | 1.5 | .798  | 0.8 | 2.2 | 3.0  | 4.5 | 0.8 | 0.1 | 2.3 | 2.1 | 6.6  |
| 7  | Jon Koncak        | 32   | 67 | 35 | 19.2 | 1.3  | 2.6  | .480 | 0.0 | 0.1 | .333 | 0.5 | 0.9 | .561  | 0.9 | 3.1 | 4.1  | 0.8 | 0.4 | 0.7 | 0.6 | 3.4 | 3.0  |
| 8  | Joe Wolf          | 31   | 63 | 8  | 16.6 | 2.1  | 4.2  | .515 | 0.0 | 0.1 | .000 | 0.3 | 0.5 | .724  | 0.8 | 2.2 | 2.9  | 1.0 | 0.2 | 0.1 | 0.6 | 2.6 | 4.6  |
| 9  | Donald Royal      | 29   | 64 | 7  | 15.0 | 1.7  | 3.4  | .491 | 0.0 | 0.0 | .000 | 2.0 | 2.6 | .762  | 0.9 | 1.5 | 2.4  | 0.7 | 0.5 | 0.2 | 0.8 | 1.5 | 5.3  |
| 10 | Jeff Turner       | 33   | 13 | 0  | 14.8 | 1.4  | 3.9  | .353 | 0.7 | 2.1 | .333 | 0.2 | 0.2 | 1.000 | 0.8 | 1.4 | 2.2  | 0.5 | 0.2 | 0.1 | 0.8 | 2.5 | 3.6  |
| 11 | Anthony Bowie     | 32   | 74 | 4  | 14.6 | 1.7  | 3.7  | .471 | 0.2 | 0.4 | .387 | 0.5 | 0.6 | .870  | 0.5 | 1.1 | 1.7  | 1.4 | 0.5 | 0.1 | 0.7 | 1.5 | 4.2  |
| 12 | Anthony Bonner    | 27   | 4  | 0  | 10.8 | 1.3  | 3.8  | .333 | 0.0 | 0.0 |      | 0.8 | 1.8 | .429  | 1.5 | 3.3 | 4.8  | 1.0 | 0.8 | 0.0 | 0.8 | 2.8 | 3.3  |
| 13 | David Vaughn      | 22   | 33 | 0  | 8.1  | 0.8  | 2.4  | .338 | 0.0 | 0.0 | .000 | 0.3 | 0.5 | .556  | 1.0 | 1.4 | 2.4  | 0.2 | 0.2 | 0.5 | 0.5 | 2.1 | 1.9  |
| 14 | Brooks Thompson   | 25   | 33 | 0  | 7.5  | 1.5  | 3.1  | .466 | 0.8 | 1.9 | .391 | 0.6 | 0.8 | .704  | 0.1 | 0.6 | 0.7  | 0.9 | 0.4 | 0.0 | 0.7 | 1.1 | 4.2  |
| 15 | Darrell Armstrong | 27   | 13 | 0  | 3.2  | 1.2  | 2.5  | .500 | 0.5 | 0.9 | .500 | 0.3 | 0.3 | 1.000 | 0.0 | 0.2 | 0.2  | 0.4 | 0.5 | 0.0 | 0.5 | 0.3 | 3.2  |
| 16 | Geert Hammink     | 26   | 3  | 0  | 2.3  | 0.3  | 0.7  | .500 | 0.0 | 0.0 |      | 0.7 | 1.3 | .500  | 0.7 | 0.3 | 1.0  | 0.0 | 0.0 | 0.0 | 0.7 | 0.3 | 1.3  |

### Playoffs
| Rk | Jugador           | Edad | P  | PT | MP   | TC   | TCI  | %TC  | T3  | T3I | %T3  | TL  | TLI  | %TL   | RO  | RD  | RT   | AS  | RB  | TAP | BP  | FP  | PTS  |
| -- | ----------------- | ---- | -- | -- | ---- | ---- | ---- | ---- | --- | --- | ---- | --- | ---- | ----- | --- | --- | ---- | --- | --- | --- | --- | --- | ---- |
| 1  | Anfernee Hardaway | 24   | 12 | 12 | 39.4 | 8.4  | 18.1 | .465 | 1.7 | 4.6 | .364 | 4.8 | 6.5  | .744  | 1.7 | 3.0 | 4.7  | 6.0 | 1.7 | 0.3 | 2.2 | 2.3 | 23.3 |
| 2  | Shaquille O'Neal  | 23   | 12 | 12 | 38.3 | 10.9 | 18.0 | .606 | 0.0 | 0.0 |      | 4.0 | 10.2 | .393  | 4.1 | 5.9 | 10.0 | 4.6 | 0.8 | 1.3 | 3.7 | 3.3 | 25.8 |
| 3  | Nick Anderson     | 28   | 11 | 11 | 38.0 | 5.0  | 11.5 | .433 | 1.6 | 5.7 | .286 | 2.5 | 4.1  | .622  | 1.5 | 3.5 | 5.0  | 1.9 | 1.9 | 0.5 | 1.9 | 2.0 | 14.2 |
| 4  | Dennis Scott      | 27   | 12 | 12 | 37.2 | 4.0  | 9.7  | .414 | 2.2 | 5.8 | .377 | 1.2 | 1.8  | .636  | 0.8 | 2.8 | 3.6  | 1.9 | 0.8 | 0.1 | 1.3 | 3.1 | 11.3 |
| 5  | Horace Grant      | 30   | 9  | 9  | 37.1 | 6.8  | 10.4 | .649 | 0.0 | 0.0 |      | 1.4 | 1.7  | .867  | 3.4 | 7.0 | 10.4 | 1.4 | 0.8 | 0.7 | 0.7 | 2.6 | 15.0 |
| 6  | Brian Shaw        | 29   | 10 | 0  | 21.7 | 1.8  | 5.2  | .346 | 0.8 | 2.2 | .364 | 0.3 | 0.4  | .750  | 0.6 | 1.5 | 2.1  | 4.6 | 0.5 | 0.0 | 1.9 | 2.7 | 4.7  |
| 7  | Donald Royal      | 29   | 7  | 0  | 13.1 | 1.0  | 1.7  | .583 | 0.0 | 0.0 |      | 1.6 | 2.3  | .688  | 0.6 | 1.0 | 1.6  | 0.1 | 0.0 | 0.1 | 0.3 | 1.0 | 3.6  |
| 8  | Anthony Bowie     | 32   | 12 | 1  | 12.7 | 1.1  | 2.3  | .481 | 0.0 | 0.0 |      | 0.3 | 0.3  | 1.000 | 0.3 | 1.2 | 1.4  | 1.2 | 0.3 | 0.2 | 0.4 | 1.3 | 2.5  |
| 9  | Jon Koncak        | 32   | 12 | 3  | 11.7 | 0.3  | 0.6  | .571 | 0.0 | 0.0 |      | 0.3 | 0.6  | .429  | 0.7 | 1.3 | 1.9  | 0.3 | 0.4 | 0.3 | 0.3 | 3.3 | 0.9  |
| 10 | Brooks Thompson   | 25   | 5  | 0  | 9.6  | 2.0  | 4.2  | .476 | 0.2 | 1.2 | .167 | 1.0 | 1.4  | .714  | 0.6 | 0.4 | 1.0  | 1.4 | 0.0 | 0.2 | 1.8 | 1.4 | 5.2  |
| 11 | Joe Wolf          | 31   | 11 | 0  | 7.7  | 0.7  | 2.1  | .348 | 0.1 | 0.3 | .333 | 0.3 | 0.4  | .750  | 0.1 | 0.5 | 0.5  | 0.2 | 0.1 | 0.0 | 0.4 | 1.7 | 1.8  |
| 12 | Anthony Bonner    | 27   | 4  | 0  | 4.0  | 0.3  | 0.8  | .333 | 0.0 | 0.0 |      | 0.3 | 0.5  | .500  | 0.5 | 0.0 | 0.5  | 0.3 | 0.0 | 0.0 | 0.0 | 0.8 | 0.8  |

## Galardones y récords
| Jugador          | Galardón                               |
| Penny Hardaway   | Mejor quinteto de la NBA All-Star      |
| Shaquille O'Neal | 3.er Mejor quinteto de la NBA All-Star |
| Horace Grant     | 2.º Mejor quinteto defensivo de la NBA |